# Boat race
Boat race (anche scritto B.O.A.T. race, acronimo di Beer On A Table Race ovvero "gara di birra su un tavolo"), è un gioco di bevute disputato solitamente tra due o più squadre di uguale numero.

## Regole
Le regole variano ampiamente, ma la regola base, comune a tutte le varianti, è che le squadre bevono in serie un determinato numero di bicchieri di birra, provando a finire prima dell'altra squadra.
Alcune regole comuni includono sanzioni per chi fa cadere della birra, numero dei bicchieri di birra da bere per persona e per sesso, tipi di bicchieri da utilizzare e simili.

## Gioco
I giocatori dispongono i propri bicchieri su un tavolo. Una volta posizionati, non possono essere toccati fino all'inizio del proprio turno.
Quando un arbitro dà inizio alla gara, il primo giocatore di ogni squadra può prendere il proprio bicchiere e cominciarne a bere il contenuto. Una volta terminato, deve porre il bicchiere al contrario sopra la propria testa, così da dimostrare di non aver barato. Il giocatore seguente a questo punto può a sua volta prendere il proprio bicchiere e cominciare a bere, e così via fino all'ultimo giocatore della squadra.
La prima squadra che beve per prima tutti i bicchieri di birra, vince il gioco.